# The Journal of Nuclear Medicine
The Journal of Nuclear Medicine (abbreviato «JNM» o «J. Nucl. Med.») è una rivista accademica in lingua inglese soggetta a revisione paritaria pubblicata dalla Society of Nuclear Medicine and Molecular Imaging che si occupa di ricerca riguardante tutti i campi della medicina nucleare compreso l'imaging molecolare. 
La rivista è indicizzata nei principali database del settore quali Science Citation Index, Current Contents/Clinical Medicine, Current Contents/Life Sciences, BIOSIS Previews, e MEDLINE/PubMed. 
Secondo il Journal Citation Reports ha un impact factor di 7354, il che la rende la rivista la quinta su un totale di 125 riviste nella categoria "radiologia, medicina nucleare e imaging medico".